# Antoine Pierre Khoraiche
Anthony III Peter Khoraish (20 de setembro de 1907, Ain Ebel, Líbano - falecido em 19 de agosto de 1994, Beirute, Líbano), (ou Antonios Boutros Khoraish, Antoine Pierre Khreich, Khraish, Khoraiche, Árabe: أنطونيوس الثالث بطرس خريش), foi o 75º Patriarca Maronita de Antioquia e o Levante Inteiro desde 1975 até sua renúncia em 1986, e um cardeal da Igreja Católica.

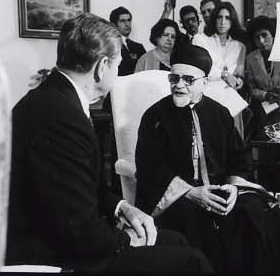
Na Casa Branca em 1981

## Biografia
O patriarca Anthony Khoraish nasceu em 20 de setembro de 1907 em Ain Ebel, uma pequena aldeia no sul do Líbano. Ele era um aluno ilustre na escola primária local na vila, e sua devoção à sua fé o levou aos 13 anos de idade para Roma, onde iniciou seus estudos filosóficos e teológicos na Pontifícia Universidade Urbaniana. Ele recebeu seu doutorado em filosofia e retornou a Beirute, onde continuou seus estudos teológicos de pós-doutorado na Universidade São José.

## Sacerdócio
Foi ordenado sacerdote pelo patriarca maronita de Antioquia, Antônio Pedro Arida, na Catedral de Tiro, no sul do Líbano, em 12 de abril de 1930, onde também lecionou na escola católica local. De 1930 a 1940, ele também foi membro do corpo docente da Escola Sagesse em Beirute, ensinando filosofia e apologética, vigário patriarcal da Palestina de 1936 a 1940 e presidente do tribunal maronita na Terra Santa. Foi nomeado vigário geral da arquidiocese de Tiro dos Maronitas e lá serviu de 1940-1950.

## Episcopado
Em 25 de abril de 1950, o Papa Pio XII nomeou- o bispo auxiliar de Sidon dos Maronitas e Bispo Titular de Tarso dos Maronitas, e em 15 de outubro de 1950 foi consagrado como tal pelo Patriarca Antônio Pedro Arida e seus co-consagradores foram Ignácio Ziadé, Arquieparca de Aleppo, e François Ayoub, Arquieparca de Chipre. Desde 1955 ele também foi administrador apostólico de Sidon. Em 25 de novembro de 1957, foi nomeado Eparca de Sidom dos maronitas. Como bispo, ele participou das quatro sessões do Concílio Vaticano II de 1962 a 1965. Foi delegado administrador do Patriarcado de Antioquia dos Maronitas em 1974. Foi também delegado episcopal dos seminários maronitas e presidente da comissão executiva da Assembleia Inter-ritual de Patriarcas e Bispos do Líbano.

## Patriarcado
Ele foi eleito patriarca de Antioquia e todo o Oriente em 3 de fevereiro de 1975, após a morte do patriarca anterior. Sua confirmação como patriarca foi feita pela Santa Sé em 15 de fevereiro de 1975. Como Patriarca, participou da IV Assembleia Ordinária do Sínodo Mundial dos Bispos na Cidade do Vaticano em 30 de setembro de 1977. Patriarca Khoraish foi de 1975 a 1985 presidente do sínodo da Igreja Maronita e presidente da Assembleia dos Patriarcas e Bispos Católicos no Líbano. Durante o seu Patriarcado, o abençoado Charbel Makhlouf foi declarado Santo da Igreja Universal em uma imponente cerimônia na Basílica de São Pedro, em Roma, em 9 de outubro de 1977.

## Cardinalizado
Em 2 de fevereiro de 1983, ele foi o segundo patriarca maronita a ser criado cardeal. Ele era - como de costume dos Patriarcas Católicos Orientais, como resultado do motu proprio Ad purpuratorum patrum collegium - um cardeal-bispo sem conceder uma diocese suburbicária. Como Cardeal, participou da VI Assembleia Ordinária do Sínodo dos Bispos do Vaticano em 29 de setembro de 1983. Irmã Rafqa Pietra Choboq Ar-Rayès (também conhecida como Santa Rafka), uma freira libanesa de Hamlaya, foi declarada Abençoada na Basílica de São Pedro em 17 de novembro de 1985.
Em 3 de abril de 1986, Khoraiche renunciou ao cargo de Patriarca Maronita de Antioquia. Ele morreu em 19 de agosto de 1994 em Beirute e foi sepultado na sede do Patriarcado Católico Maronita em Bkerké.

## Consagrações
Durante seu patriarcado, Khoraish ordenou esses eparcas maronitas:
- Roland Aboujaoudé, Bispo Titular de Arca na Fenícia dos Maronitas e Bispo Auxiliar no Patriarcado Maronita de Antioquia
- Ibrahim Hélou, Eparca of Sidon
- Antoine Joubeir, Arcebispo Titular de Apamea na Síria dei Maroniti e Bispo Auxiliar de Trípoli
- Georges Abi-Saber, OLM, Eparca de Latakia na Síria
- Georges Skandar, Eparca de Zahlé
- Paul Fouad Tabet, Arcebispo Titular de Sinna (Núncio Apostólico)
- John George Chedid, Bispo Titular de Callinicum dei Maroniti e Bispo Auxiliar do Brooklyn nos Estados Unidos
- Elias Shaheen (Chahine), Eparca de Montréal no Canadá
- Emile Eid, Bispo Titular de Sarepta dei Maroniti e Bispo da Cúria em Roma

Khoraish também foi co-consagrador desses eparcas maronitas:
- Michel Doumith, Eparca do Tiro
- Joseph Khoury, Bispo Auxiliar de Ptolemais na Fenícia dei Maroniti
- João Chedid, OMM, Bispo Titular de Arca na Fenícia dos Maronitas